# Guam op de Olympische Zomerspelen 2024
Guam nam deel aan de Olympische Zomerspelen 2024 in Parijs, Frankrijk. James Borja werd aangesteld als chef de mission.

## Aantal deelnemers
Hieronder volgt een overzicht van de atleten die zich reeds gekwalificeerd hebben voor de Olympische Zomerspelen van 2024.
| Sport         | Mannen | Vrouwen | Totaal |
| ------------- | ------ | ------- | ------ |
| Atletiek      | 1      | 1       | 2      |
| Gewichtheffen | 0      | 1       | 1      |
| Judo          | 0      | 1       | 1      |
| Kanovaren     | 0      | 1       | 1      |
| Triatlon      | 0      | 1       | 1      |
| Worstelen     | 0      | 2       | 2      |
| Totaal        | 1      | 7       | 8      |

## Deelnemers en resultaten

### Atletiek

#### Loopnummers
Mannen
| atleet       | onderdeel | voorronde | voorronde | series         | series         | herkansingen | herkansingen | halve finale   | halve finale   | finale         | finale         |
| atleet       | onderdeel | tijd      | rang      | tijd           | rang           | tijd         | rang         | tijd           | rang           | tijd           | Rang           |
| ------------ | --------- | --------- | --------- | -------------- | -------------- | ------------ | ------------ | -------------- | -------------- | -------------- | -------------- |
| Joseph Green | 100 m     | 10,85 SB  | 4         | niet geplaatst | niet geplaatst | n.v.t.       | n.v.t.       | niet geplaatst | niet geplaatst | niet geplaatst | niet geplaatst |

Vrouwen
| atlete        | onderdeel | voorronde | voorronde | series | series | herkansingen | herkansingen | halve finale   | halve finale   | finale         | finale         |
| atlete        | onderdeel | tijd      | rang      | tijd   | rang   | tijd         | rang         | tijd           | rang           | tijd           | rang           |
| ------------- | --------- | --------- | --------- | ------ | ------ | ------------ | ------------ | -------------- | -------------- | -------------- | -------------- |
| Regine Tugade | 100 m     | 12,02     | 4 q       | 11,87  | 8      | n.v.t.       | n.v.t.       | niet geplaatst | niet geplaatst | niet geplaatst | niet geplaatst |

### Gewichtheffen
Vrouwen
| atleet         | onderdeel | trekken | trekken | stoten | stoten | totaal | rang |
| atleet         | onderdeel | score   | rang    | score  | rang   | totaal | rang |
| -------------- | --------- | ------- | ------- | ------ | ------ | ------ | ---- |
| Nicola Lagatao | -49 kg    | 59      | 11      | 77     | 11     | 136    | 11   |

### Judo
Vrouwen
| atlete       | onderdeel | eerste ronde         | tweede ronde         | derde ronde          | kwartfinale          | halve finale         | herkansing           | finale / BM          | finale / BM    |
| atlete       | onderdeel | tegenstander uitslag | tegenstander uitslag | tegenstander uitslag | tegenstander uitslag | tegenstander uitslag | tegenstander uitslag | tegenstander uitslag | rang           |
| ------------ | --------- | -------------------- | -------------------- | -------------------- | -------------------- | -------------------- | -------------------- | -------------------- | -------------- |
| Maria Escano | −57 kg    | n.v.t.               | Esteves V 00 - 10    | niet geplaatst       | niet geplaatst       | niet geplaatst       | niet geplaatst       | niet geplaatst       | niet geplaatst |

### Kanovaren

#### Sprint
Vrouwen
| atleet            | onderdeel | series  | series | kwartfinale | kwartfinale | halve finale   | halve finale   | finale         | finale         |
| atleet            | onderdeel | tijd    | rang   | tijd        | rang        | tijd           | rang           | tijd           | rang           |
| ----------------- | --------- | ------- | ------ | ----------- | ----------- | -------------- | -------------- | -------------- | -------------- |
| Raina Taitingfong | C-1 200 m | 1.05,90 | 7      | 1.07,17     | 7           | niet geplaatst | niet geplaatst | niet geplaatst | niet geplaatst |
| Raina Taitingfong | K-1 500 m | 2.29,66 | 7      | 2.27,03     | 7           | niet geplaatst | niet geplaatst | niet geplaatst | niet geplaatst |

### Triatlon
Individueel
| Atleet        | Evenement | Zwemmen(1.5 km) | Rang 1 | Fietsen (40 km) | Rang 2 | Lopen(10 km) | Totaal Tijd | Ranking |
| ------------- | --------- | --------------- | ------ | --------------- | ------ | ------------ | ----------- | ------- |
| Manami Iijima | Vrouwen   | 26.38           | 52     | DNF             | DNF    | DNF          | DNF         | DNF     |

### Worstelen

#### Vrije stijl
Vrouwen
| atlete         | onderdeel | eerste ronde         | kwartfinale          | halve finale         | herkansing           | finale / BM          | finale / BM    |
| atlete         | onderdeel | tegenstander uitslag | tegenstander uitslag | tegenstander uitslag | tegenstander uitslag | tegenstander uitslag | rang           |
| -------------- | --------- | -------------------- | -------------------- | -------------------- | -------------------- | -------------------- | -------------- |
| Mia Aquino     | −53 kg    | Pang Q V 0 - 4ST     | niet geplaatst       | niet geplaatst       | niet geplaatst       | niet geplaatst       | niet geplaatst |
| Rckaela Aquino | −57 kg    | Penalber V 0 - 5VT   | niet geplaatst       | niet geplaatst       | niet geplaatst       | niet geplaatst       | niet geplaatst |